# 寡膜石蛏
寡膜石蛏（学名：Lithophaga nasuta）为贻贝科石蜊属的动物。分布于印度西太平洋、台湾岛等地，属于暖水性种。其常栖息于潮间带低潮线附近至潮线下20米的浅海海域以及穴居于石灰石中。该物种的模式产地在太平洋。